# Церетелево
Церете́лево (болг. Церетелево) — село в Пловдивській області Болгарії. Входить до складу общини Сиєдиненіє.

## Населення
За даними перепису населення 2011 року у селі проживали 352 особи.
Національний склад населення села:
| Національність   | Кількість осіб | Відсоток |
| ---------------- | -------------- | -------- |
| болгари          | 319            | 97,3%    |
| цигани           | 9              | 2,7%     |
| турки            | 0              | 0%       |
| інша             | 0              | 0%       |
| не визначились   | 0              | 0%       |
| Всього відповіли | 328            |          |

Розподіл населення за віком у 2011 році:
Динаміка населення: